# قضاء برما
قضاء برما أحد أقضية محافظة جرش في الأردن. ويتبع إداريا لـ لواء قصبة جرش. يبعد 30 كم عن غرب مركز محافظة جرش.
يضم القضاء مجلس بلدي واحد، و مركزه برما  ويشمل القرى التالية :( برما ، المنصورة، الجزازة، المجدل، عليمون ، همتا، الفواره، شالهونة ).